# Rhamphomyia nitidolineata
Rhamphomyia nitidolineata är en tvåvingeart som beskrevs av Frey 1913. Rhamphomyia nitidolineata ingår i släktet Rhamphomyia och familjen dansflugor. Inga underarter finns listade i Catalogue of Life.